# Astragalus dutreulii
Astragalus dutreulii är en ärtväxtart som först beskrevs av Adrien René Franchet, och fick sitt nu gällande namn av Valery Ivanovich Grubov och N.Ulziykh. Astragalus dutreulii ingår i släktet vedlar, och familjen ärtväxter. Inga underarter finns listade i Catalogue of Life.